# Madge (Vorname)
Madge ist ein weiblicher Vorname.

## Herkunft und Bedeutung
Der Name ist die englische Verkleinerungsform von Margaret.
Varianten sind unter anderem Mae, Maggie, Mamie, Marge, Margie, Mariel, Marinda, Mayme, Meg, Peg, Peggie, Peggy, Midge und Molly.

## Bekannte Namensträgerinnen
- Madge Bellamy (1899–1990), US-amerikanische Film- und Theaterschauspielerin
- Madge Blake (1899–1969), US-amerikanische Schauspielerin
- Madge Evans (1909–1981), US-amerikanische Schauspielerin
- Madge Kennedy (1891–1987), US-amerikanische Schauspielerin
- Madge Ryan (1919–1994), australische Schauspielerin
- Madge Sinclair (1938–1995), US-amerikanische Film- und Theaterschauspielerin
- Madge Syers (1881–1917), britische Eiskunstläuferin
- Madge Titheradge (1887–1961), australisch-britische Theater- und Filmschauspielerin